# Hiro Macušita
Hiro Macušita  (japonsko ヒロ 松下), japonski poslovnež in nekdanji dirkač, * 14. marec 1961, Kobe, Japonska.
Macušita je vnuk Konosukeja Macušite, ustanovitelja Panasonica. Leta 1989 je Macušita zmagal na prvenstvu Toyota Atlantic Championship (Pacifik) ter tako postal prvi in edini japonski voznik, ki mu je to uspelo. Bil je tudi prvi japonski voznik, ki je dirkal na Indianapolis 500.